# Ivano Zanatta
Ivano Zanatta (Toronto, 3 agosto 1960) è un allenatore di hockey su ghiaccio ed ex hockeista su ghiaccio canadese con cittadinanza italiana.

## Palmarès

### Giocatore
- Campionato italiano: 3

Devils Milano: 1991-1992, 1992-1993, 1993-1994
- Alpenliga: 1

Devils Milano: 1991-1992
- Federation Cup: 1

Varese: 1995-1996

### Allenatore

#### Club
- Campionato svizzero: 1

Lugano: 2005-06

#### Nazionale
- Campionato mondiale di hockey su ghiaccio - Seconda Divisione 1

Cina: 2022